# Pelfa
La pelfa, el teixit vellutat o simplement el vellutat és un teixit que consta d'un fons i un pèl semblant al vellut, però més llarg, dit fil de ris. El fons el constitueix un ordit de seda tenyida en cru i tramada de cotó, el pèl del qual és de seda tenyida després de ser bullida, posat sobre un cilindre separat, que s'entreteixeix en el fons. Es fabrica en punt tafetà amb la diferència que les dues passades entre les quals se subjecta els pèls són iguals, és a dir, que aixequen els mateixos fils per a permetre que, ajuntant-se les trames tant com és possible, retinguin fortament els pèls. La color més usada és el negre, si bé se'n fa de totes colors.
El procediment emprat per a la fabricació de la pelfa és igual a quelle emprat per a obtenir el vellut, exceptat que el filferro és de forma quadrada.

## Variacions
- Les «pelfes crespades» s'obtenen de la mateixa manera que els velluts amb crespes i serveixen per a fer guardapits
- En les pelfes de dos feixos la part del dibuix sobresurt notablement de la del fons. Això s'aconsegueix emprant uns filferros alts i altres baixos,els primers dels quals es destinen a formar les flors o dibuixos i els segons al fons. És la raó per la qual el teixit presenta en una mateixa cara dues superfícies diferents. Aquestes pelfes serveixen també per a fer guardapits.
- Les tires o cintes de pelfa són de qualitat inferior a la mateixa pelfa, tenen generalment amb un terç menys de fils que aquesta i s'empren per a guarnicions i adornaments de vestits de senyora.